# Marie-Florence Candassamy
Marie-Florence Candassamy, född 26 februari 1991 i Paris, är en fransk fäktare som vid OS 2024 ingick i det franska laget som tog silver i värja.
Vid VM 2025 i Tbilisi tog Candassamy guld i lagtävlingen i värja tillsammans med Alexandra Louis-Marie, Lauren Rembi och Éloïse Vanryssel.